# Gospodarka Wielkiej Brytanii
Gospodarka Wielkiej Brytanii – ogół zjawisk gospodarczych w Wielkiej Brytanii.
Wielka Brytania jest państwem o gospodarce rynkowej, drugiej pod względem wielkości PKB w Europie (po Niemczech) i piątej na świecie. W ciągu ostatnich dwóch dekad rząd brytyjski dokonał prywatyzacji wielu przedsiębiorstw państwowych, odchodząc w znacznym stopniu od zasad tzw. państwa opiekuńczego (welfare state).

## System walutowy
Walutą kraju jest funt szterling (GBP).

## Główne sektory gospodarki
Wielka Brytania posiada jedną z największych i najlepiej rozwiniętych gospodarek świata (5. miejsce pod względem PKB na świecie), jest jednym z najważniejszych na świecie centrów finansowych (szczególna pozycja londyńskiego City) i handlowych.
Największy udział w brytyjskim PKB w 2019 r. miały usługi (80,2%), szczególne znaczenie miały usługi finansowe, ubezpieczenia oraz usługi biznesowe.
Przemysł (w tym budownictwo) i rolnictwo miały mniejsze znaczenie, notując odpowiednio udział w tworzeniu PKB na poziomie 19,2% i 0,6%.
W sektorze usług zatrudnienie znalazło 80% aktywnych zawodowo, kilkanaście procent pracowało w przemyśle i budownictwie (udział budownictwa w tworzeniu PKB wyniósł około 6%), a około 1,5% w rolnictwie.
Do najważniejszych gałęzi przemysłu należą: produkcja maszyn i urządzeń, sprzętu elektrycznego, wyposażenia dla kolejnictwa, przemysł stoczniowy, lotniczy, produkcja pojazdów silnikowych i części do nich, sprzęt elektroniczny i telekomunikacyjny, przemysł metalurgiczny, chemiczny.
Rolnictwo Wielkiej Brytanii jest nowoczesne i wysoce zmechanizowane, zapewniając ok. 60% zapotrzebowania kraju na żywność.

### Górnictwo
Wielka Brytania posiada bogate złoża węgla, gazu ziemnego i ropy naftowej. W kontekście programu odchodzenia od paliw kopalnych, zdecydowano o stopniowej likwidacji kopalń węgla. Ostatnią nową głębinową kopalnią węgla w Wielkiej Brytanii była Asfordby Colliery w hrabstwie Leicestershire, której budowę rozpoczęto w 1987 r. Z kolei ostatnią działającą głębinową kopalnię węgla była Kellingley Colliery w hrabstwie North Yorkshire, którą zamknięto w 2016 r. W 2019 r. firma West Cumbria Mining (WCM) uzyskała zgodę lokalnych władz na budowę nowej kopalni Woodhouse Colliery w hrabstwie Kumbria w północno-zachodniej Anglii. Pozytywna decyzja rządu w tej sprawie zapadła ostatecznie dopiero w grudniu 2022 r. W kopalni w pobliżu Whitehaven wydobywanych ma być z dna morskiego do 2049 r. 2,5 mln ton węgla koksującego rocznie.

## Handel zagraniczny
Łączna wartość eksportu towarów i usług Wielkiej Brytanii wyniosła 881 mld USD, importu 971 mld USD, a saldo obrotów handlowych 90 mld USD (wg World Trade Statistical Review 2020).

## Inwestycje zagraniczne
Według UNCTAD World Investment Report 2020 Wielka Brytania znalazła się na 8. miejscu wśród największych odbiorców inwestycji zagranicznych (po USA, ChRL, Singapurze, Holandii, Irlandii, Brazylii, Hongkongu), z wynikiem 59 mld USD.
W 2019 r. Wielka Brytania była 11. największym inwestorem na świecie (po Japonii, USA, Holandii, ChRL, Niemczech, Kanadzie, Hongkongu, Francji, Republice Korei i Singapurze). Zainwestowała za granicą 31 mld USD (wg UNCTAD World Investment Report 2020).
Skumulowana wartość brytyjskich inwestycji za granicą wyniosła na koniec 2019 roku 2075,3 mld USD (co oznacza 5. miejsce na świecie – po USA, ChRL, Hongkongu i Holandii oraz 2. w Europie – po Holandii), a inwestycji zagranicznych w UK 1949,4 mld USD (2. miejsce na świecie po USA oraz 1. w Europie).
Najważniejszymi inwestorami w Wielkiej Brytanii były: USA, terytoria zamorskie Wielkiej Brytanii (m.in. Jersey, Kajmany), Holandia, Luksemburg, Belgia, Japonia, Niemcy, a odbiorcami inwestycji brytyjskich USA, Francja, Niemcy, Holandia, Japonia, Luksemburg.

## Infrastruktura transportowa
Sieć dróg jest jedną z najlepiej rozwiniętych w Europie (obowiązuje ruch lewostronny), podobnie sieć kolejowa.
Pod kanałem La Manche zbudowano również tunel, który umożliwia połączenia kolejowe pomiędzy Wielką Brytanią a Francją i pozostałą częścią Europy.

## Związki zawodowe
Na terenie Wielkiej Brytanii w 2023 działało 123 związków zawodowych różnego rodzaju (przemysłowych, ogólnych, usług publicznych itd.). Największymi były: UNISON, Unite the Union i GMB.
Większość związków jest zrzeszona w trzech centralach związkowych: Kongresie Związków Zawodowych (TUC), Kongresie Szkockich Związków Zawodowych (STUC) oraz Powszechnej Federacji Związków Zawodowych (GFTU). A na terenie Irlandii Północnej również w Irlandzkim Kongresie Związków Zawodowych (ICTU).